# Скрябін Петро Дмитрович
Петро Дмитрович Скрябін (нар. 5 липня 1923, Волочиськ — пом. 2008) — український живописець; член Спілки радянських художників України з 1960 року.

## Біографія
Народився 5 липня 1923 року на станції Волочиську (нині Хмельницька область, Україна). Брав участь у німецько-радянській війні. 1951 року закінчив Київський художній інститут, де навчався у Володимира Костецького, Сергія Григор'єва, Іллі Штільмана.
Жив у Києві, в будинку на бульварі Лихачова № 2/29, квартира 24. Помер у 2008 році.

## Творчість
Працював у галузі станкового живопису, був майстром тематичної картини. Серед робіт:
- «У роздягальні» (1957; полотно, олія);
- «Горновий» (1958);
- «Доярки» (1961);
- «Микола Кибальчич у тюремній камері креслить проект реактивного двигуна» (1963);
- «Тарас Шевченко в Аральській експедиції» (1964);
- «Агітпоїзд, 1919 рік» (1964—1965);
- «Сталевари» (1965);
- «Фехтувальники» (1980).

Брав участь у всеукраїнських виставках з 1957 року.
Роботи художника представлені в художніх музеях України, приватних зібраннях Франції, Японії та Італії.